# Космопоиск
«Космопо́иск» — неакадемическая общественная организация, занимающаяся исследованиями аномальных явлений.
Основана в 1980 году при Московском авиационном институте кандидатом технических наук, конструктором аэрокосмических летательных аппаратов Вадимом Александровичем Чернобровом. Организация занимается уфологией, изучает полтергейст, криптобиологию и цереологию. Участники работают в сфере краеведения и истории, астрономии, спелеологии, футурологии и других направлениях.
Имело статус международной организации до 17 марта 2017 года, когда Регистрационная палата РФ аннулировала регистрационное удостоверение ОНИОО «Космопоиск». С региональными отделениями по всей России. 19 июня 2019 года Министерством юстиции РФ была зарегистрирована Межрегиональная общественная организация «Научный центр исследований в области экологии, астрономии и космонавтики „Космопоиск“».
Организация владеет одноимённой газетой «Космопоиск», выпускаемой, как в печатном виде, так и в виде интернет издания.
За время существования членами организации были проведены более 100 исследовательских экспедиций по территории Российской Федерации.

## История
Общероссийское общественное объединение «Космопоиск» основано в 1980 году как исследовательская группа при Московском авиационном институте. Основателем и идейным вдохновителем организации стал выпускник института, кандидат технических наук, инженер-конструктор аэрокосмических летательных аппаратов Вадим Александрович Чернобров. Немалый вклад в развитие организации внесли русский писатель-фантаст Александр Петрович Казанцев, космонавт Георгий Михайлович Гречко, космонавт Георгий Тимофеевич Береговой, Александр Борисович Минервин, Елена Ивановна Чулкова и советский математик, астроном и доцент МАИ Феликс Юрьевич Зигель .
В 2004 году прошла регистрация «Космопоиска» как общероссийской общественной организации имеющей региональные отделения. Были созданы отделения в Архангельске под руководством Александра Угрюмова, в Днепропетровске, в Самарской области (руководитель — Никита Михайлов), в Муроме с руководителем Дмитрием Саввой, в Тюмени, в Екатеринбурге, в Казани под руководством Марии Петровой, в Нижнем Новгороде под управлением Константина Уточкина, в Пензе с руководителем Владимиром Кукольниковым. в Рязани, в Саратове, в Сыктывкаре, в Обнинске во главе с Владимиром Емельяновым, в Иркутске, в Кирове, в Вологде, в Череповце, Кузбассе, Новороссийске под руководством Василия Сигарева, Набережных Челнах, в Армавире, в Новосибирске, в Челябинске, в Мордовии, в Израиле и Белоруссии.
Имело статус международной организации.
17 марта 2017 года Регистрационная палата РФ аннулировала регистрационное удостоверение ОНИОО «Космопоиск». Оспаривание решения к успеху не привело: 22 ноября 2018 года Савёловский районный суд оставил его без изменения. Юридически продолжило существовать «Криптофизическое общество», зарегистрированное на территории Евросоюза.
19 июня 2019 года Министерством юстиции РФ зарегистрирована Межрегиональная общественная организация «Научный центр исследований в области экологии, астрономии и космонавтики „Космопоиск“» (МОО «НЦИ „Космопоиск“»), которая позиционирует себя как преемник ОНИОО «Космопоиск». Президентом организации является Сергей Викторович Александров, а учредителями: С. В. Александров, С. С. Гринькин, А. Б. Петухов, А. В. Чернобров и Н. А. Казанцев.

## Деятельность
В январе 1995 года «Космопоиск» провёл в Москве международный Конгресс палеокосмонавтики с участием Эриха фон Дэникена.
Основными направлениями работы в 1980—1990-х годах стали сбор и систематизация данных о наблюдениях аномальных явлений в России и СНГ, проведение экспедиций в наиболее труднодоступные районы (в район падения Тунгусского метеорита, в Молёбскую аномальную зону и т. д.), проведение экспериментов с так называемыми установками «машина времени» (стационарные стенды для экспериментов в области биофизики и электромагнитных полей). С 1997 года в Калужской области проходили Комплексные Кореневские метеоритные экспедиции-съезды (поиск Кореневского тела, возможно, метеорита).
Проводились исследования феномена появления «кругов на полях» в Краснодарском крае.

### Экспедиции

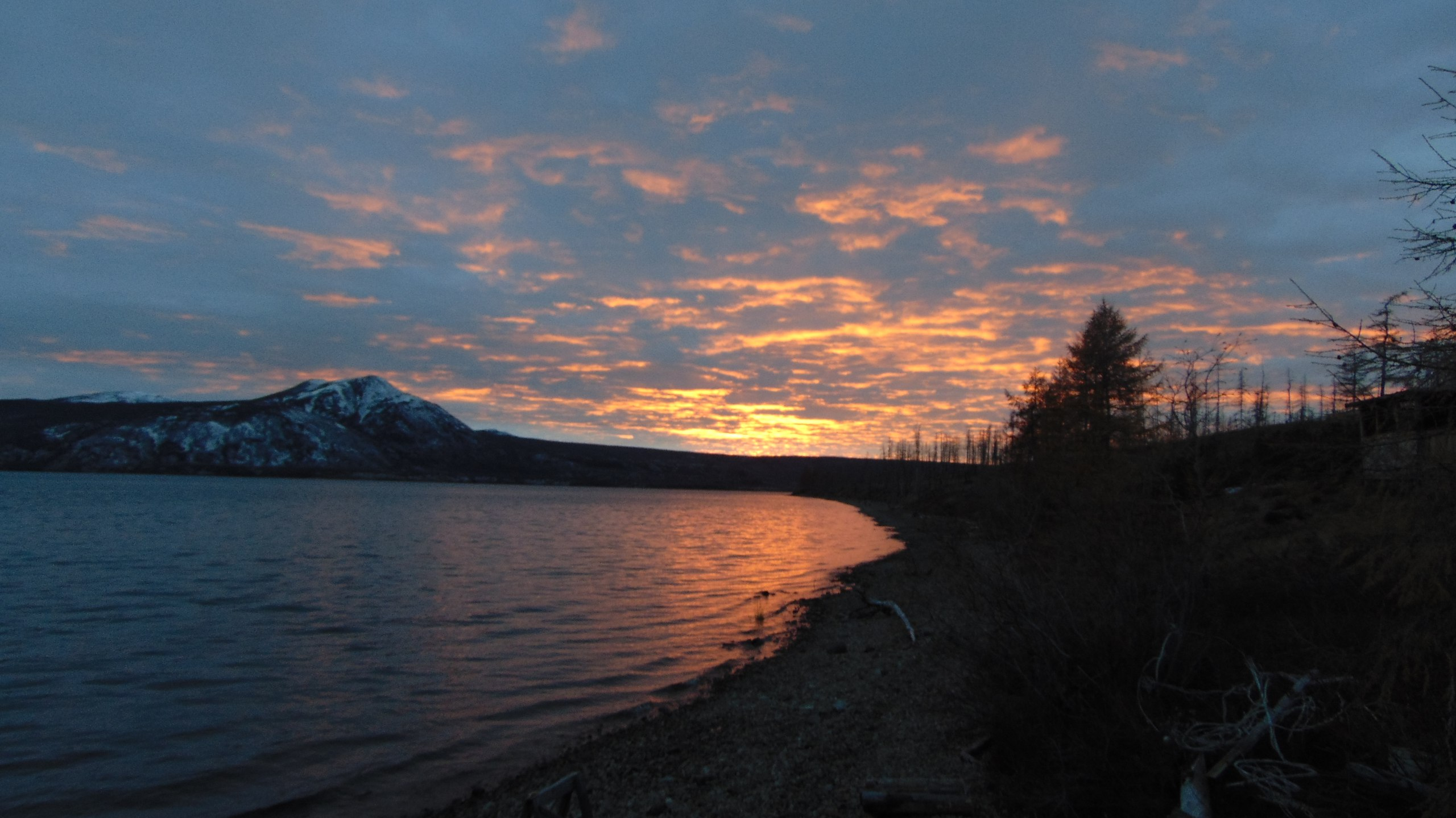
Лабынкыр

В 1999 году состоялась экспедиция «Комсомольской правды» по исследованию озера Лабынкыр, в которую входил и Вадим Чернобров, руководитель «Космопоиска». Результатом экспедиции стало фиксирование эхолокацией глубоководных объектов, перемещающихся со скоростью в 5 километров в час. Один из них достигал размеров приблизительно 18 метров в длину.
В 2003 году «Космопоиск» провел экспедицию в Иркутскую область для изучения Витимского болида. Была изучена местность, которую члены «Космопоиска» сочли местом падения на Землю остатков болида. Однако глава Астрономической обсерватории ИГУ Сергей Арктурович Язев считает, что исследованная «Космопоиском» местность отстоит от траектории болида на 10—15 км и нахождение на ней его остатков крайне маловероятно.

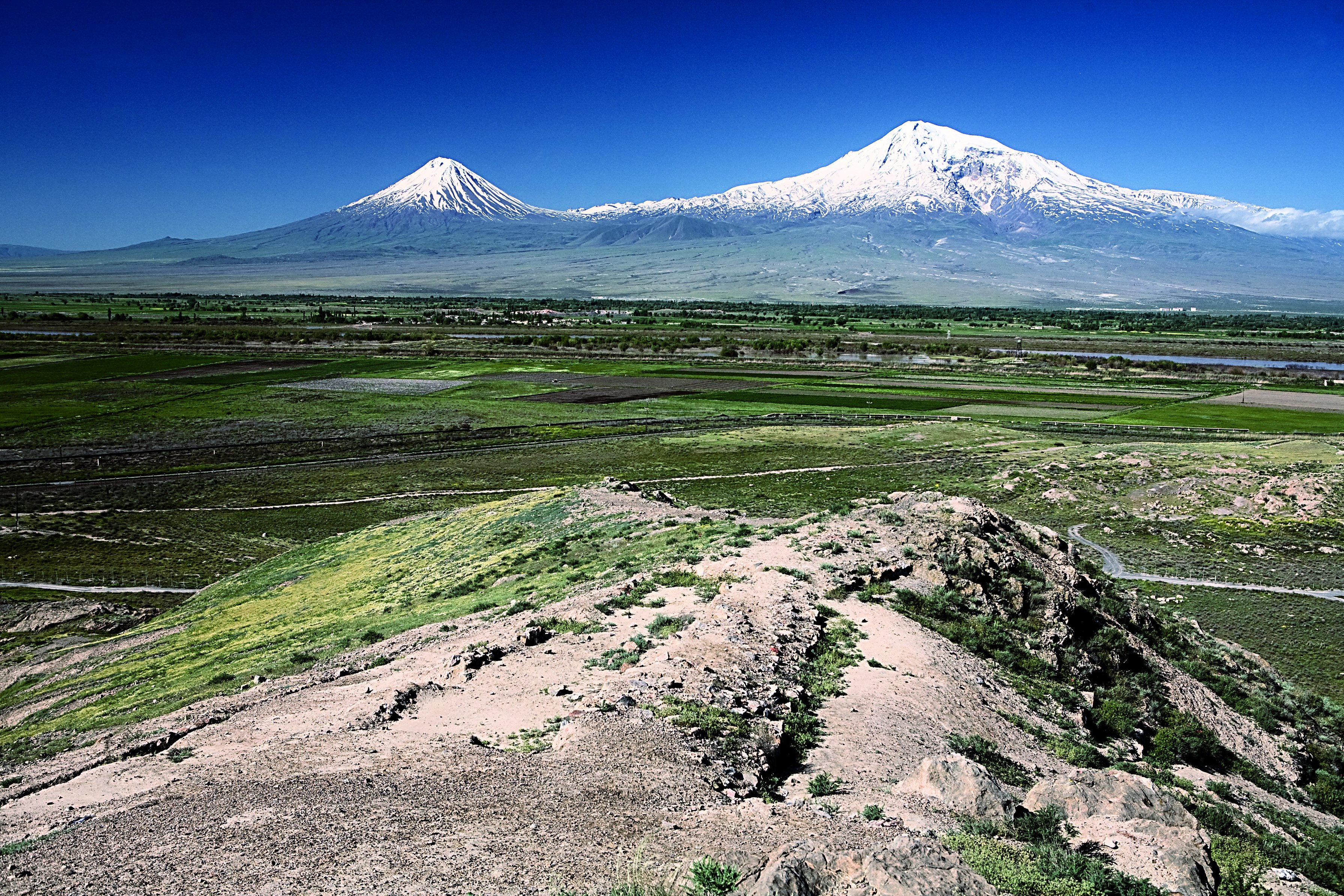
Арарат

В 2004 году прошла экспедиция на гору Арарат, посвящённая поискам следов Ноева Ковчега и истории российской экспедиции 1916 года.
В 2004 году организовывалась экспедиция в Кыштым для исследования вопроса Кыштымского карлика Алёшеньки
В 2005 году координатор «Космопоиска» Вадим Чернобров участвовал в экспедиции ЮНЕСКО в Индонезию (изучение и ликвидация последствий цунами).
Экспедиция в 2007 году в Алтайский край в поисках упавшего метеорита, о падении которого сообщили местные жители.
В Динском районе Краснодарского края в июне 2009 года было зафиксировано появление кругов на полях. По словам членов «Космопоиска», они предвидели появление кругов и уже находились там для их изучения.

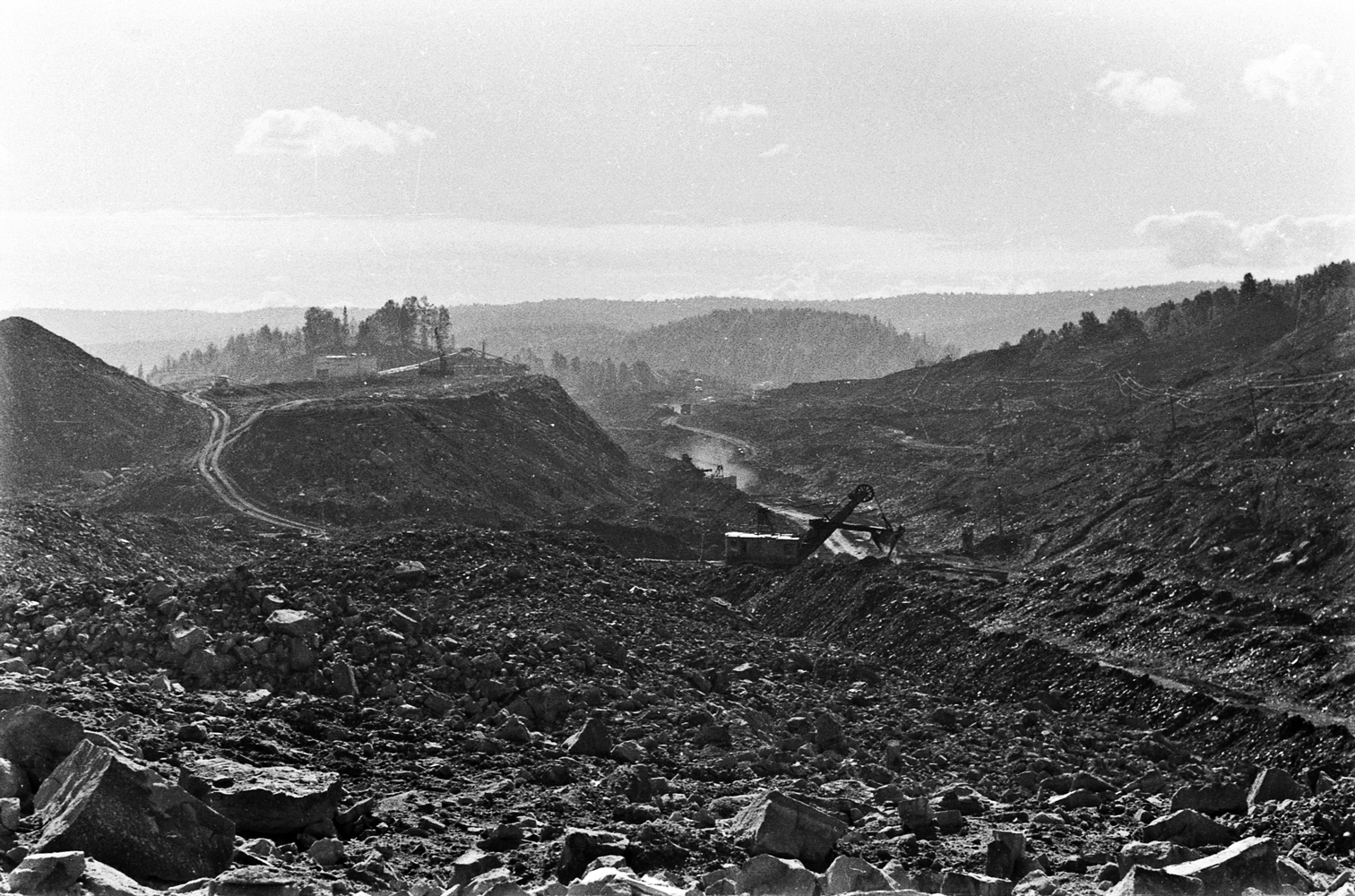
Кузбасс

В сентябре 2010 года была предпринята экспедиция в горную Шорию на юге Кузбасса в поисках «снежных людей».
Экспедиция на озеро Байкал в 2012 году, в ходе которой удалось заснять неизвестный объект над поверхностью озера.
В 2013 году была отправлена экспедиция на Кольский полуостров с целью поиска следов древней цивилизации.
Неоднократно выдвигались экспедиции на озеро Бросно с целью найти Бросненское чудовище. Исследования проводились с использованием эхолотов, вертолёта для авиаразведки, с привлечением аквалангистов и т. д. По материалам экспедиций 2002—2007 гг. был сделан вывод, что так называемое Бросненское чудовище является скоплениями газа, выходящими из глубин озера на поверхность.

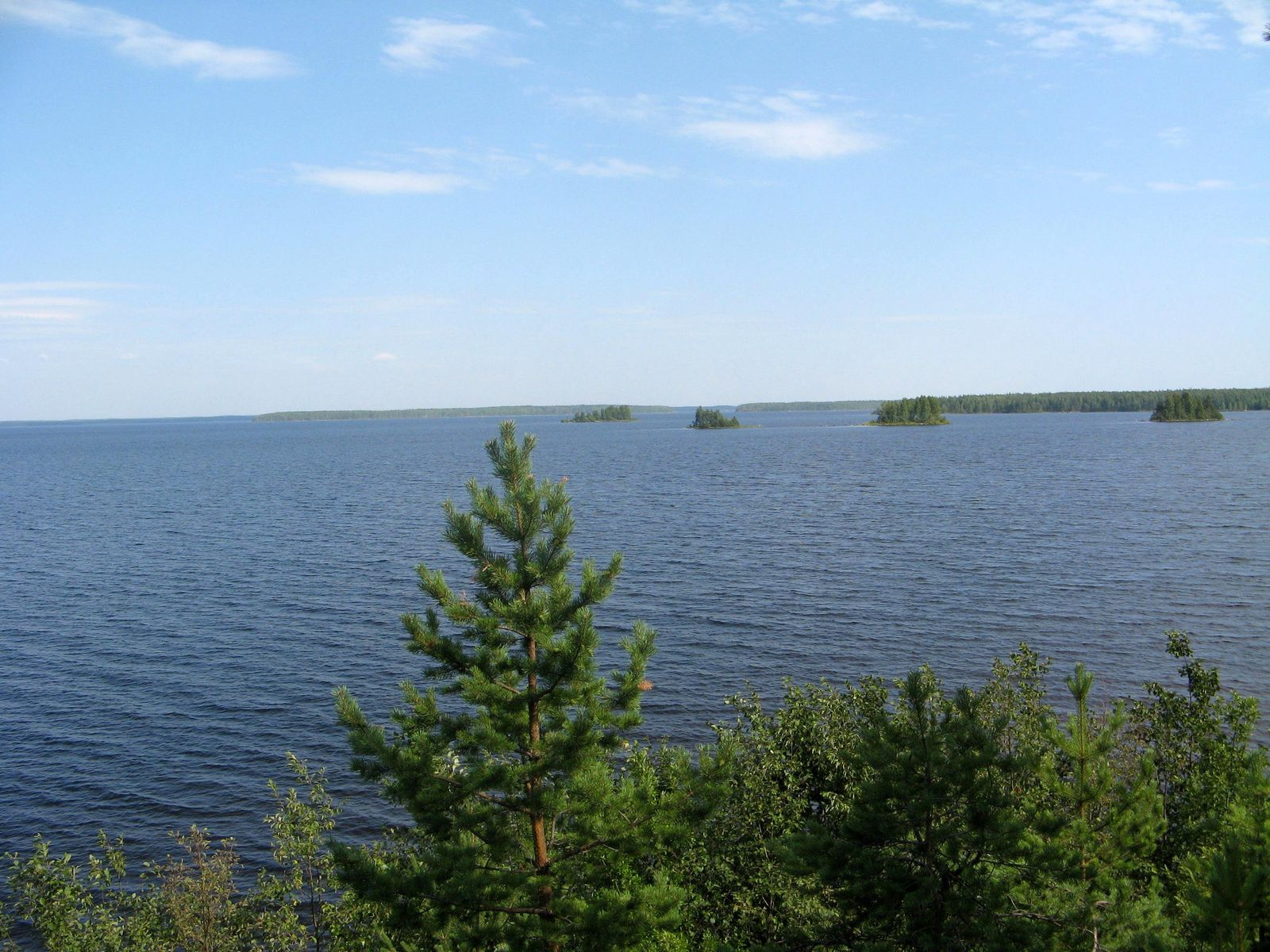
Выгозеро

2 декабря 2014 года в МЧС по Карелии поступило сообщение о падении небесного тела в Выгозеро. Местные рыбаки обнаружили следы падения, а также полынью во льду диаметром 12 метров. Был привлечен водолаз, который обнаружил 4-метровую воронку, однако ничего больше обнаружить не удалось. По мнению руководителя Космопоиска, возглавлявшего экспедицию, на дне под песком лежит метеорит, такой вывод был сделан после погружения дайверов.

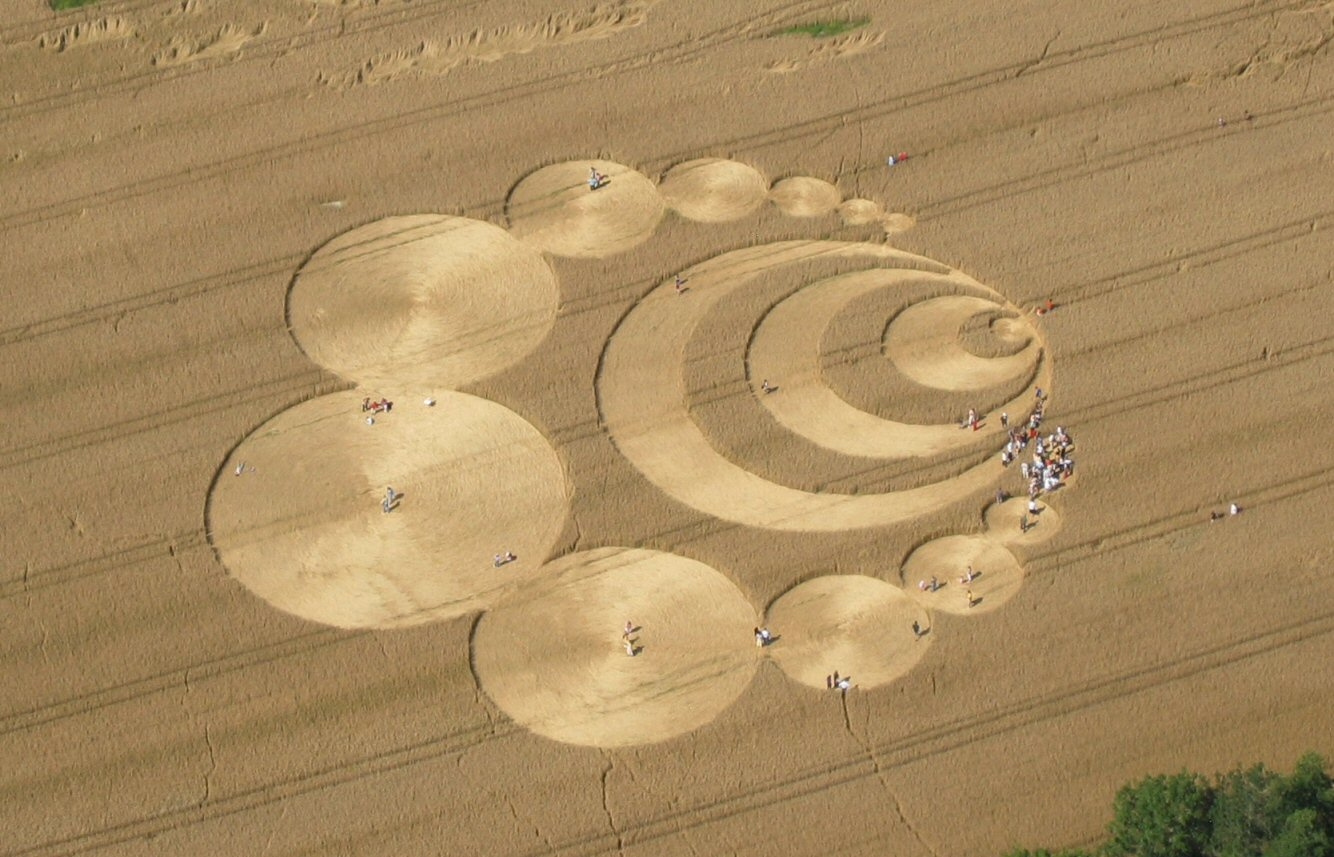
Круги на полях в Швейцарии

В марте 2015 года экспедиция на Кузбасс, с целью осмотра найденного горняками объекта, по форме напоминающего тарелку. Тарелку нашли на глубине 40 метров, её вес около 200 кг, а размеры 85 на 80 см. По мнению Вадима Черноброва, скорее всего данный объект представлял собой геологическую конкрецию.
11 июня 2015 года стало известно о появлении кругов на полях вблизи поселка Мирный. По результатам проверки был сделан вывод, что геометрические фигуры появились в результате деятельности человека.
Изучали круги на пшеничном поле в Адыгее в июне 2015 года, которые образовались за считанные часы.
В июле 2015 года была экспедиция, посвящённая второму за 10 лет появлению кругов на полях в Тольятти. Информация была получена благодаря жителю города Алексею Загородникову, который сфотографировал узоры с помощью квадрокоптера и разместил снимки в социальных сетях. По результатам проверки пришли к выводу, что круги на полях сделали люди, так как аномалий обнаружено не было.
Исследование останков костанайского организма в феврале 2016 и массового падежа сайги в том же районе.

## Руководство
| № | Имя                                       | Портрет | Начало полномочий | Окончание полномочий | Примечания |
| - | ----------------------------------------- | ------- | ----------------- | -------------------- | --- |
| 1 | Чернобров Вадим Александрович (1965—2017) |         | 1980              | 18 мая 2017          | Координатор ОНИОО «Космопоиск». |
| 2 | Александров Сергей Викторович (р. 1969)   |         | 26 мая 2017       | в должности          | С 26 мая 2017 по 22 ноября 2018 года — заместитель координатора ОНИОО «Космопоиск» по общим вопросам, и. о. координатора ОНИОО «Космопоиск». С 22 ноября 2018 года по 19 июня 2019 года — председатель «Криптофизического общества». С 19 июня 2019 года — президент МОО «НЦИ „Космопоиск“». |

## Печатные издания
Печатным органом объединения стала периодическая газета штаба «Космопоиск», которая выпускалась в традиционном и электронном вариантах.
За время существования организации её членами были выпущены[сколько?] книги, брошюры и методические издания.
Издания руководителя Космопоиска Вадима Черноброва основывались на информации и исследованиях, полученных в ходе экспедиций научно-исследовательского объединения.